# Peter Harbison (Archäologe)
Peter Harbison (* 14. Januar 1939 in Dublin; † 30. Mai 2023 ebenda) war ein irischer Archäologe und Kunsthistoriker. Er war insbesondere bekannt durch seinen Führer zu den Denkmälern Irlands, der seit 1970 bis heute als unverzichtbarer Begleiter für Touristen in Irland gilt. Er war Mitglied der Royal Irish Academy, Ehrenmitglied der Royal Hibernian Academy of Art und Honorary Fellow des Trinity College in Dublin.

## Werdegang
Harbison wurde am 29. Juli 1964 an der Universität Marburg im Fach Vor- und Frühgeschichte mit der Dissertation „The copper and bronze finds of the chalcolithic and early bronze age in Ireland“ promoviert. 1965/66 erhielt er das Reisestipendium des Deutschen Archäologischen Instituts. Von 1966 bis 1984 war er Archäologe am Irish Tourist Board und wurde dann Herausgeber des Magazins Ireland of the Welcomes. Von 1986 bis 1990 übernahm er den Vorsitz der irischen Denkmalskommission, die ein wichtiges Bindeglied zwischen Politik und Wissenschaft mitsamt den Fachverbänden ist. Hierzu gehört auch die Royal Irish Academy, deren Mitglied er war und deren stellvertretender Vorsitzender er von 1992 bis 1993 war.
Sein wissenschaftliches Hauptwerk war die dreibändige Publikation The High Crosses of Ireland von 1992. Weit bekannt wurde Harbison jedoch neben seinem Denkmalführer durch zahlreiche an die breite Öffentlichkeit gerichtete Publikationen, die eine Einführung in die frühe Geschichte Irlands und seine Kunstdenkmäler geben. 1978 veröffentlichte er zusammen mit Homan Potterton, dem Direktor der irischen Nationalgalerie, und Jeanne Sheehy seinen ersten Kunstband Irish Art and Architecture bei Thames & Hudson, bei dem er die Kunstepochen bis 1600 übernahm. Sein 1988 erschienenes Buch Pre-Christian Ireland über die vorchristliche Geschichte Irlands gewann im gleichen Jahr den British Archaeological Book Award. Zu den weiteren wichtigen Kunstbänden gehören The Golden Age of Irish Art über mittelalterliche Kunst in der Zeit von 600 bis 1200 und Ireland's Treasures.

## Veröffentlichungen (Auswahl)
- The Daggers and the Halberds of the Early Bronze Age in Ireland (= Prähistorische Bronzefunde. Abt. 6: Dolche. 1, ZDB-ID 503181-3). C. H. Beck, München 1969.
- The Axes of the Early Bronze Age in Ireland (= Prähistorische Bronzefunde. Abt. 9: Äxte, Beile. 1, ZDB-ID 503147-3). C. H. Beck, München 1969.
- mit Homan Potterton und Jeanne Sheehy: Irish Art and Architecture. From Prehistory to the Present. Thames & Hudson, London 1978.
- Pre-Christian Ireland. From the First Settlers to the Early Celts (= Ancient Peoples and Places. 104). Thames & Hudson, London 1988, ISBN 0-500-02110-4.
- Pilgrimage in Ireland. The Monuments and the People. Barrie & Jenkins, London 1991, ISBN 0-7126-4732-5.
- Guide to National and Historic Monuments of Ireland. Including a Selection of other Monuments not in State Care. Gill and Macmillan, Dublin 1992, ISBN 0-7171-1956-4.
- The High Crosses of Ireland. An Iconographical and photographic Survey (= Römisch-Germanisches Zentralmuseum. Monographien. 17). 3 Bände (Bd. 1: Text. Bd. 2: Photographic Survey. Bd. 3: Illustrations of comparative Iconography.). Habelt, Bonn 1992, ISBN 3-7749-2536-4.
- mit Jacqueline O’Brien: Ancient Ireland. From Prehistory to the Middle Ages. Weidenfeld & Nicolson, London 1996, ISBN 0-297-83416-9 (In deutscher Sprache: Das alte Irland. Von der Frühgeschichte bis ins späte Mittelalter. Bechtermünz, Augsburg 1997, ISBN 3-86047-173-2).
- Ireland's Treasures. 5000 Years of Artistic Expression. Hugh Lauter Levin Associates, Westport CT 2004, ISBN 0-88363-830-4.
- A Thousand Years of Church Heritage in East Galway. Ashfield Press, Dublin 2005, ISBN 1-901658-58-9.